# Sant Aciscle de Trullars
Sant Aciscle -o Sant Iscle- de Trullars és l'església parroquial romànica del poble de Trullars, a la comarca del Rosselló, de la Catalunya Nord.
Està situada a l'antiga cellera de Trullars, en el nucli vell, a la part nord-oest del poble actual.

## Història
El 876 l'església de Sant Aciscle ja és esmentada: villa Truliares cum omnes suos vilares, cum ipsa ecclesia in honore G. Asiscli, en una donació d'Anna, filla de Berà I, comte de Rasès i de Barcelona, i vídua d'Alaric, comte d'Empúries, al comte Radulf i a la seva esposa Rilinda. Diversos esments més es donen al llarg de l'edat mitjana, relligant Trullars i la seva església als comtes del Rosselló, fins que al segle xi apareixen units al vescomtat de Castellnou. Finalment, el 1139 el bisbe Udalgar de Castellnou dona Trullars, amb la seva església, al capítol de canonges d'Elna. El senyoriu continuà en mans d'aquest capítol fins a la Revolució Francesa.

## Arquitectura

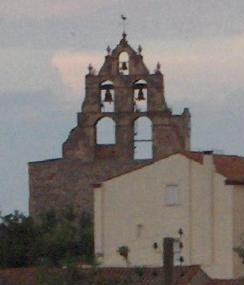
El campanar d'espadanya de Sant Aciscle

L'església de Sant Aciscle és un edifici de grans dimensions, d'una sola nau capçada a llevant per un absis semicircular. La volta de la nau és apuntada, i la coberta de l'absis, de forma ametllada. L'alçada de la nau es deu sobretot a la incorporació de l'església en el recinte fortificat de la vila, que provocà el seu sobrealçament. Posteriorment, altres reformes anaren alterant l'edificació romànica: capelles afegides a l'extrem de la nau prop del presbiteri, que li donen un cert aspecte de transsepte, a més de dos altars encastats en els murs laterals.

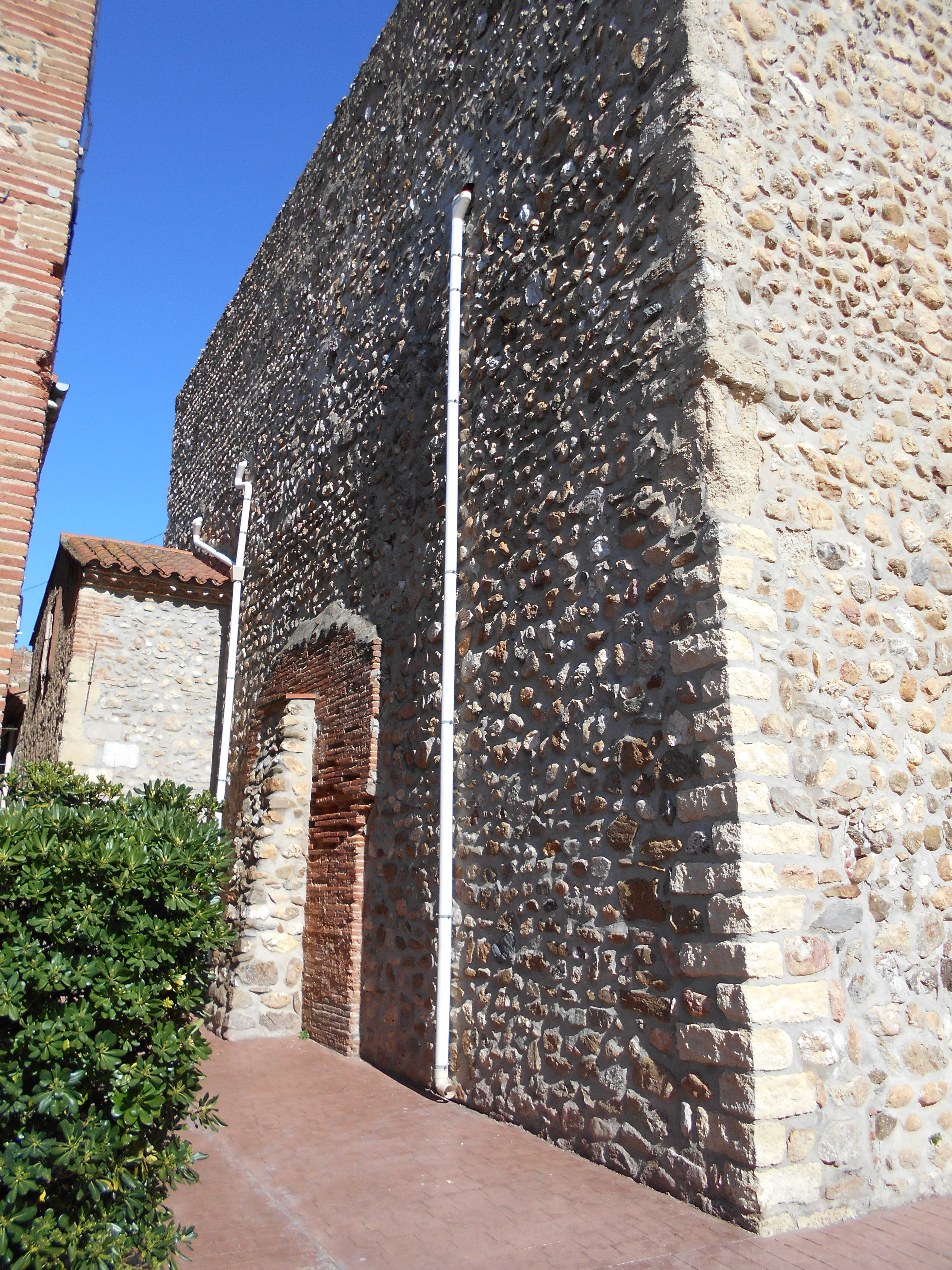
Murs nord i occidental. Detall

Una espadanya moderna corona la façana de ponent, o la portalada romànica fou refeta el 1776, com indica la clau de la portalada, però aprofitant les dovelles de la primitiva. Diversos detalls més, en aquesta façana i a la resta de l'exterior del temple, situen la construcció de l'església en el romànic tardà, al segle xii o XIII. Les posteriors reformes de l'edifici l'engrandiren fins al punt que ocupà una bona part de la cellera que s'estenia al voltant de l'església.